# Japacurio
Japacurio är en ort i Mexiko.   Den ligger i kommunen Numarán och delstaten Michoacán de Ocampo, i den centrala delen av landet, 300 km väster om huvudstaden Mexico City. Japacurio ligger 1 685 meter över havet och antalet invånare är 381.
Terrängen runt Japacurio är en högslätt. Runt Japacurio är det ganska tätbefolkat, med 104 invånare per kvadratkilometer. Närmaste större samhälle är La Piedad Cavadas, 8,1 km nordväst om Japacurio. Trakten runt Japacurio består till största delen av jordbruksmark.